# 瓜達萊特河

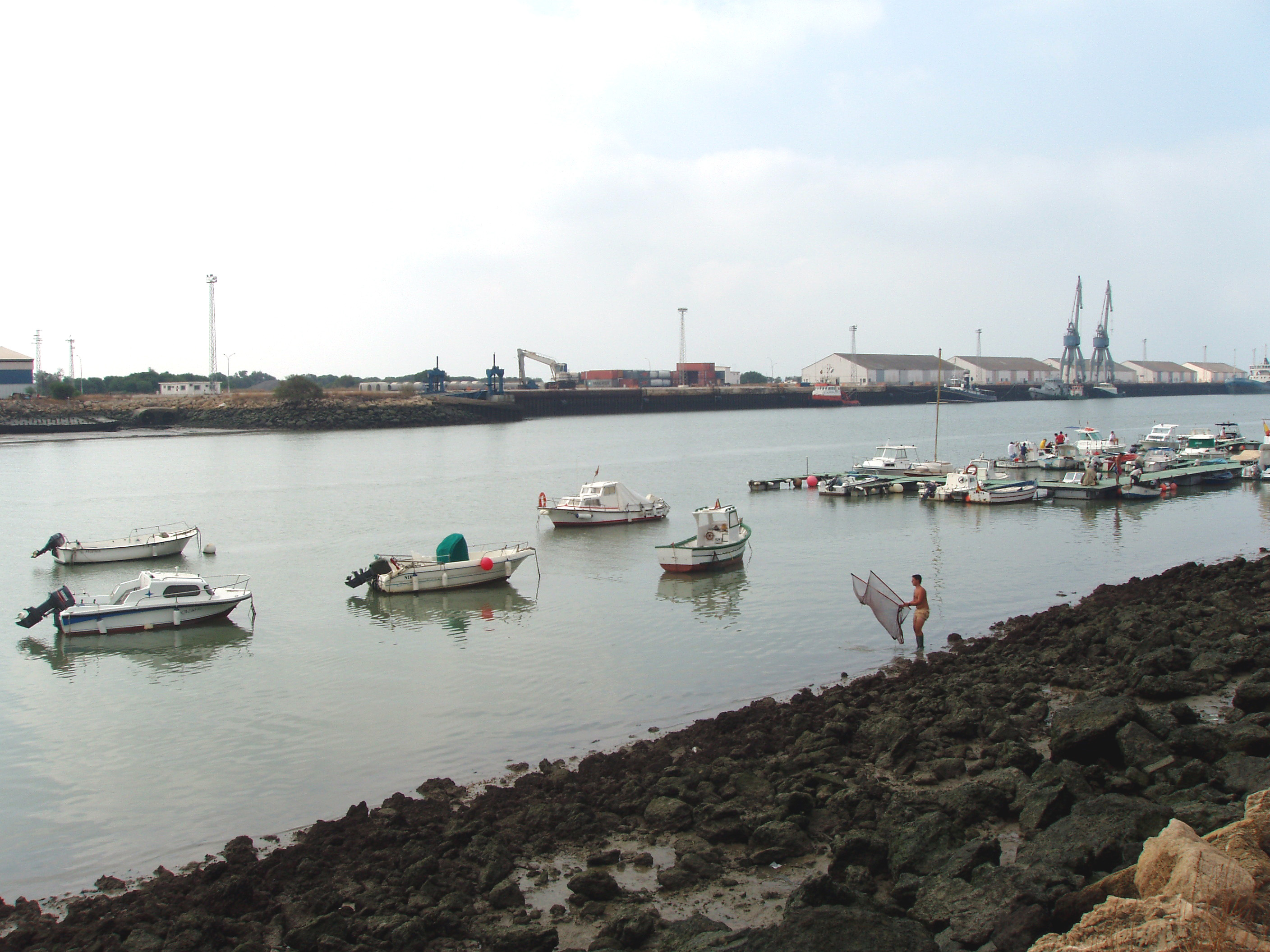
瓜達萊特河聖瑪麗亞港市段

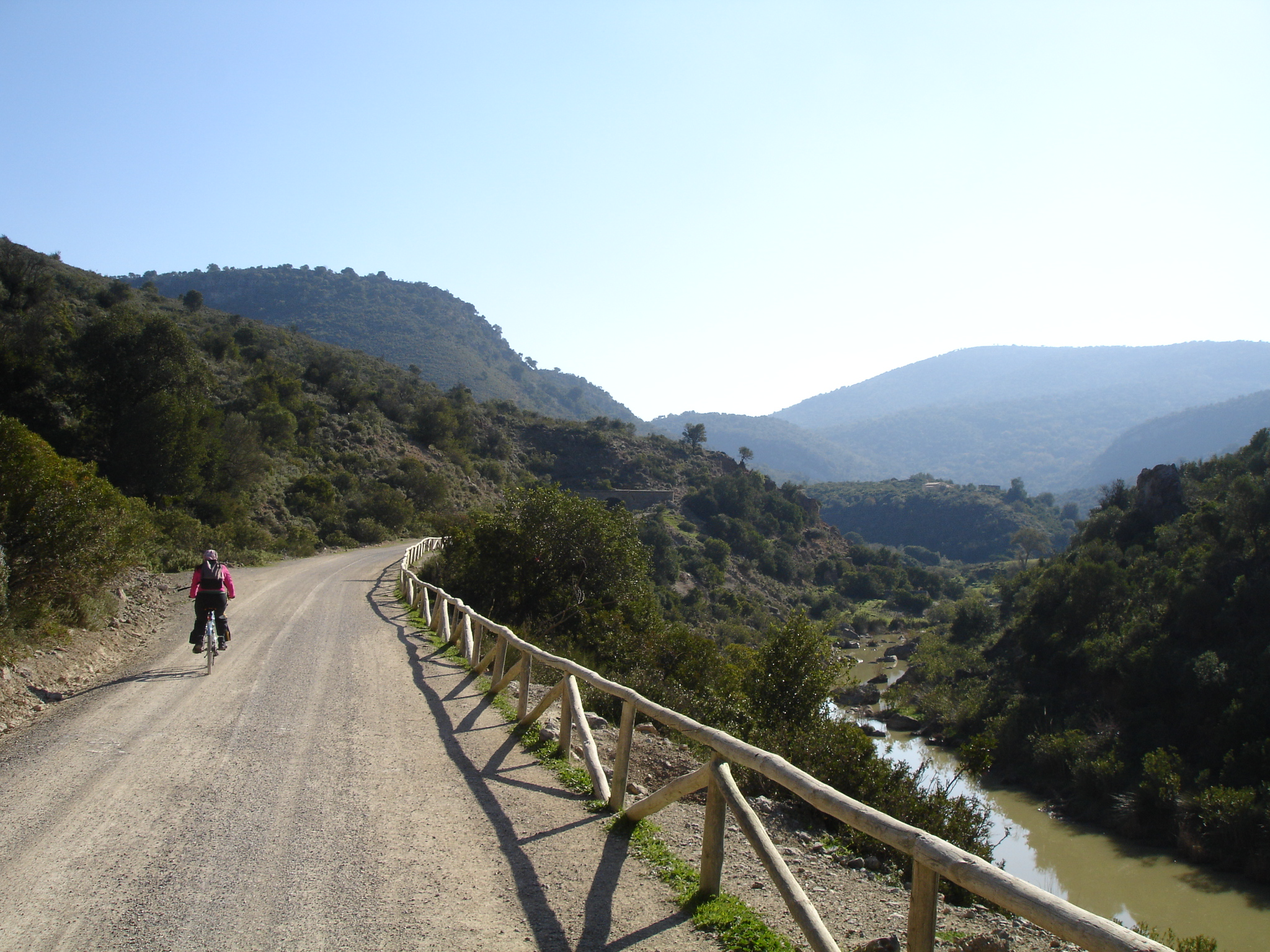
瓜達萊特河

瓜達萊特河（西班牙語：Río Guadalete）是西班牙的河流，位於安達盧西亞西南部加的斯省，河道全長157公里，流域面積3,677平方公里，平均流量每秒10立方米，河口位於聖瑪麗亞港畔。
36°45′08″N 05°47′36″W / 36.75222°N 5.79333°W